# Linia 2 metra w Baku
Linia 2 metra w Baku – jedna z trzech linii metra w Baku. Ma długość 14 km, liczy 10 stacji i prowadzi z rejonu Binəqədi do rejonu Xətai.

## Opis
Linia 2 współdzieli z linią 1 odcinek od stacji Həzi Aslanov do stacji 28 May, na której obie linie rozdzielają się na niezależne odcinki. Oprócz tego istnieje autonomiczny odcinek linii 2, składający się z dwóch stacji: Cəfər Cabbarlı (połączona ze stacją 28 May) i Xətai.
6 listopada 1967 r. uruchomiono pierwszy fragment trasy łączący zajezdnię Nərimanov ze stacją Gənclik.
W przyszłości linia 2 ma się stać linią okólną. Planowane jest połączenie autonomicznego odcinka z resztą linii oraz dobudowa nowych stacji, które pozwoliłyby na rezygnację ze współdzielenia trasy z linią 1.

## Stacje

### Lista stacji
| Nazwa                | Data otwarcia        | Rejon miasta | Liczba peronów | Przesiadki |
| -------------------- | -------------------- | ------------ | -------------- | ---------- |
| Dərnəgül             | 29 czerwca 2011      | Binəqədi     | 1              |            |
| Azadlıq prospekti    | 30 grudnia 2009      | Binəqədi     | 1              |            |
| Nəsimi               | 8 października 2008  | Nəsimi       | 1              |            |
| Memar Əcəmi          | 31 grudnia 1985      | Nəsimi       | 1              | 3          |
| 20 Yanvar            | 31 grudnia 1985      | Nəsimi       | 1              |            |
| İnşaatçılar          | 31 grudnia 1985      | Nəsimi       | 1              |            |
| Elmlər Akademiyası   | 31 grudnia 1985      | Nəsimi       | 1              |            |
| Nizami               | 31 grudnia 1976      | Nəsimi       | 1              |            |
| 28 May               | 6 listopada 1967     | Nəsimi       | 1              | 1          |
| Odcinek autonomiczny |                      |              |                |            |
| Cəfər Cabbarlı       | 27 października 1993 | Nəsimi       | 2              |            |
| Xətai                | 22 lutego 1968       | Xətai        | 1              |            |
|                      |                      |              |                |            |
| Gənclik              | 6 listopada 1967     | Nərimanov    | 1              | 1          |
| Nəriman Nərimanov    | 6 listopada 1967     | Nərimanov    | 1              | 1          |
| Bakmil               | 25 września 1970     | Nərimanov    | 1              | 1          |
| Zajezdnia Nərimanov  | 6 listopada 1967     | Nərimanov    | –              | 1          |
| Ulduz                | 5 maja 1970          | Nərimanov    | 1              | 1          |
| Koroğlu              | 6 listopada 1972     | Nizami       | 1              | 1          |
| Qara Qaraev          | 6 listopada 1972     | Nizami       | 1              | 1          |
| Neftçilər            | 6 listopada 1972     | Nizami       | 1              | 1          |
| Xalqlar Dostluğu     | 6 listopada 1972     | Nizami       | 1              | 1          |
| Əhmədli              | 28 kwietnia 1989     | Xətai        | 1              | 1          |
| Həzi Aslanov         | 10 grudnia 2002      | Xətai        | 1              | 1          |
|                      | [ 4 ]                |              |                |            |

### Galeria

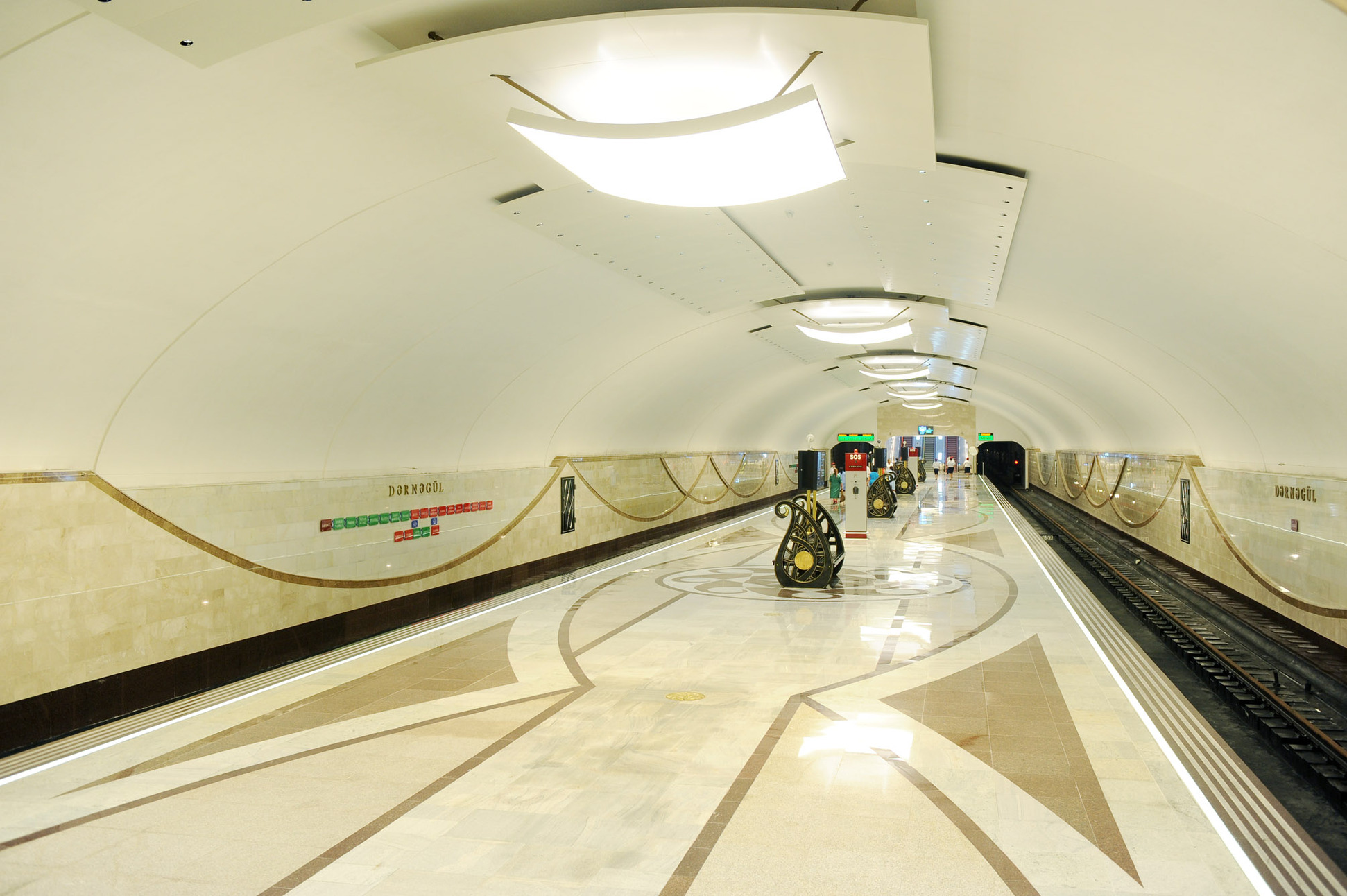
Dərnəgül
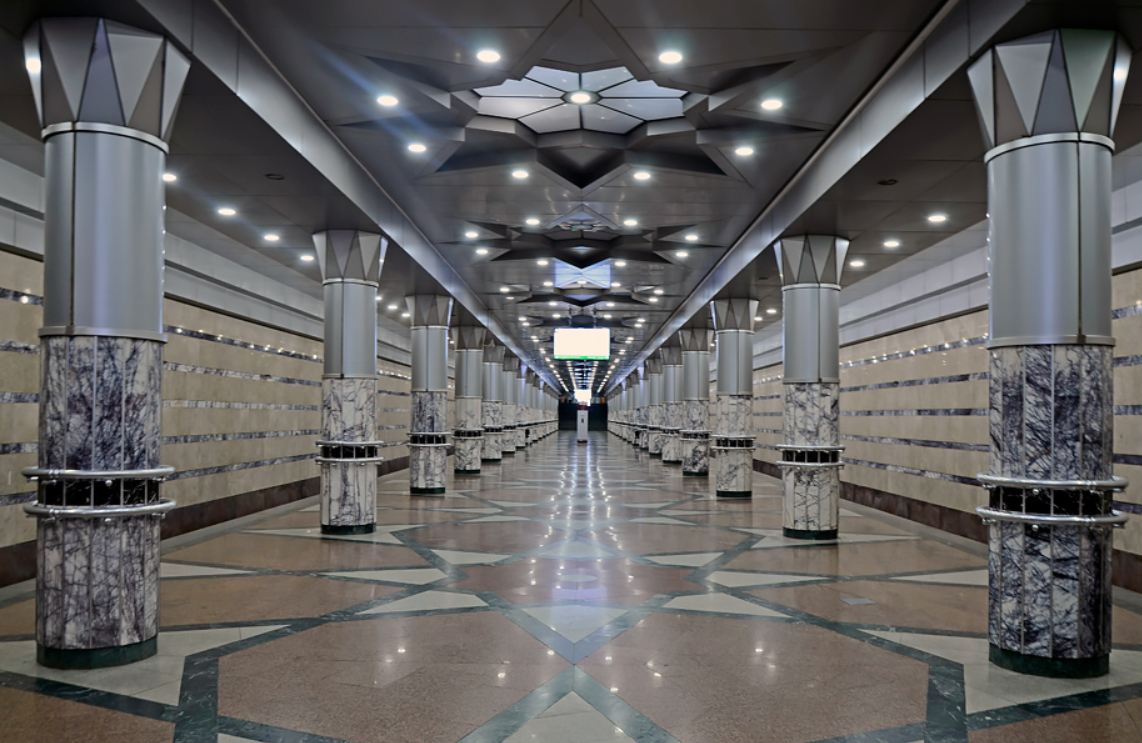
Nəsimi
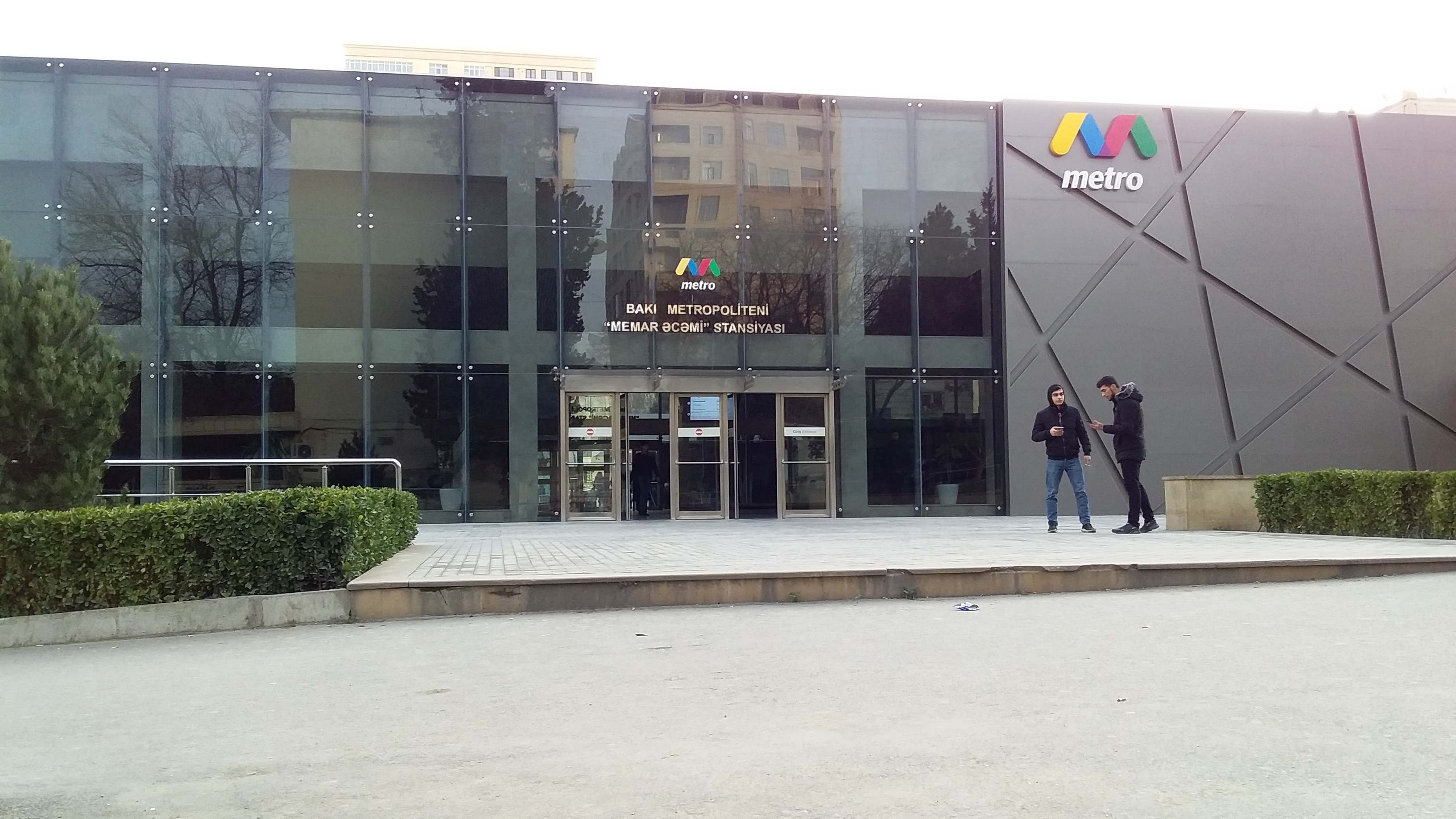
Memar Əcəmi
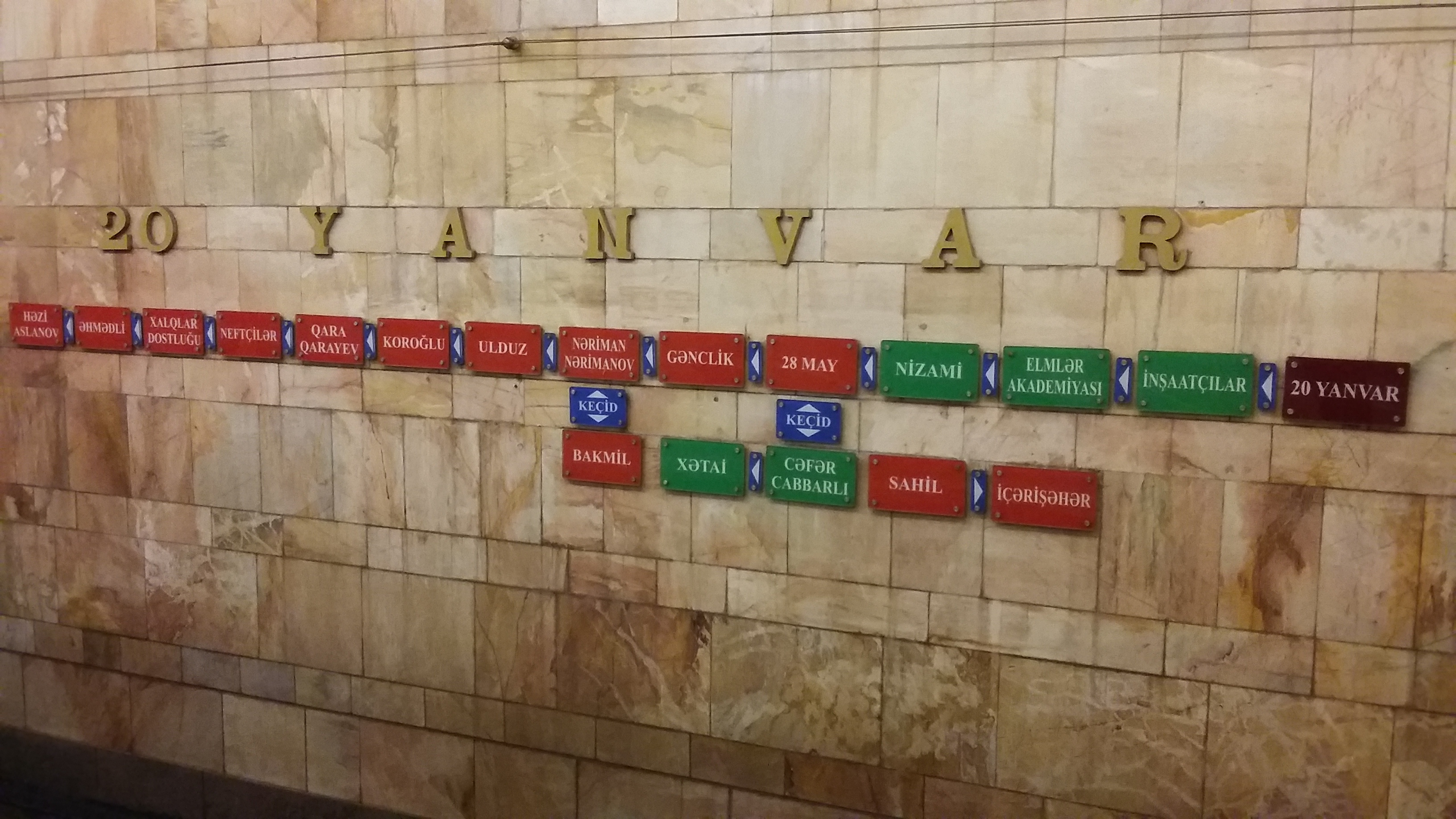
20 Yanvar
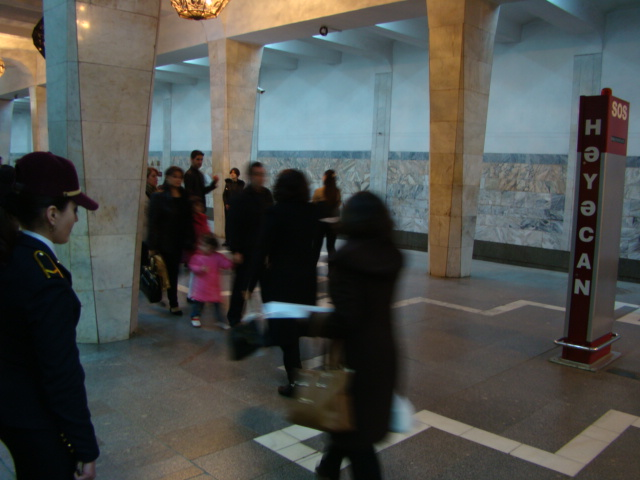
İnşaatçılar
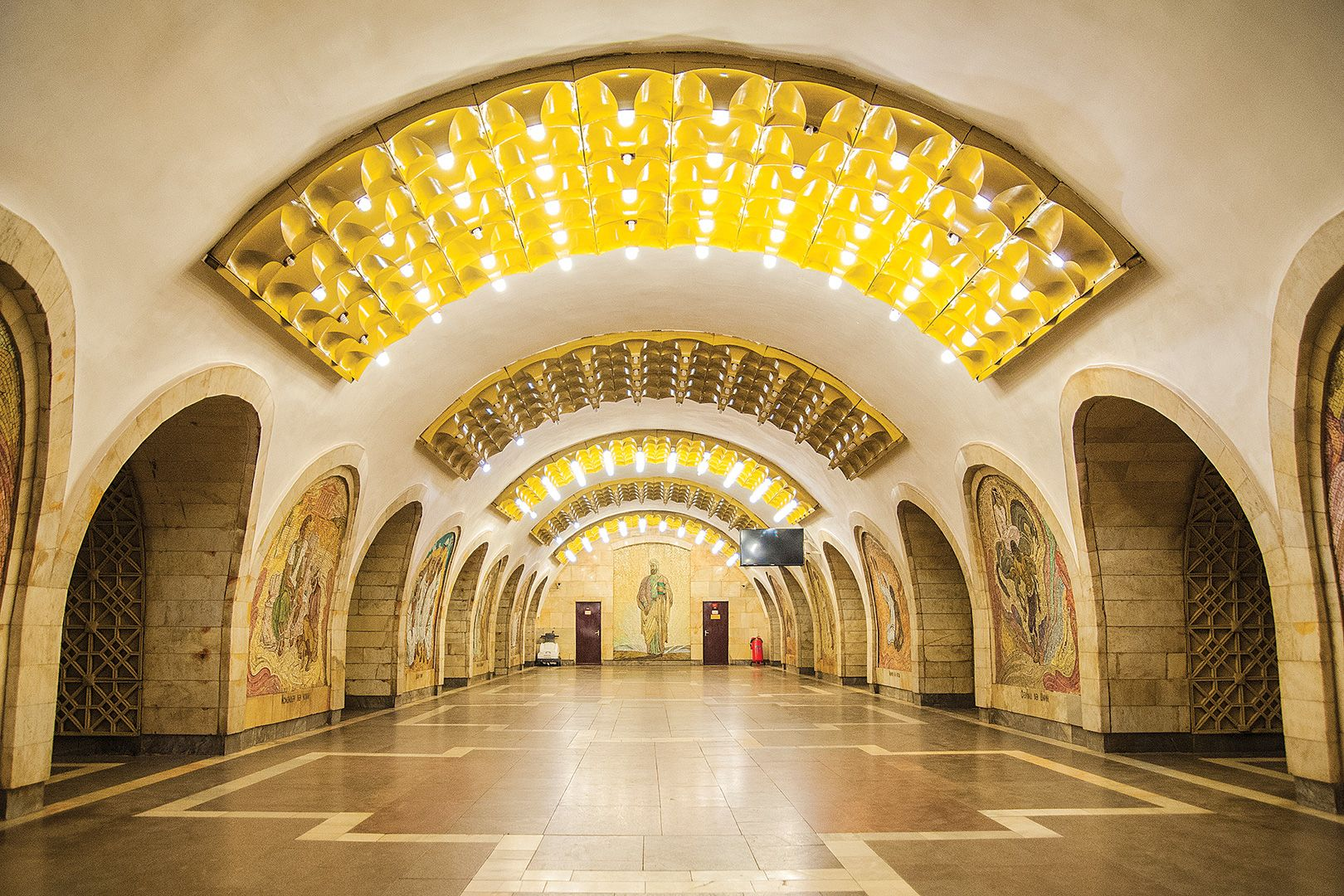
Nizami
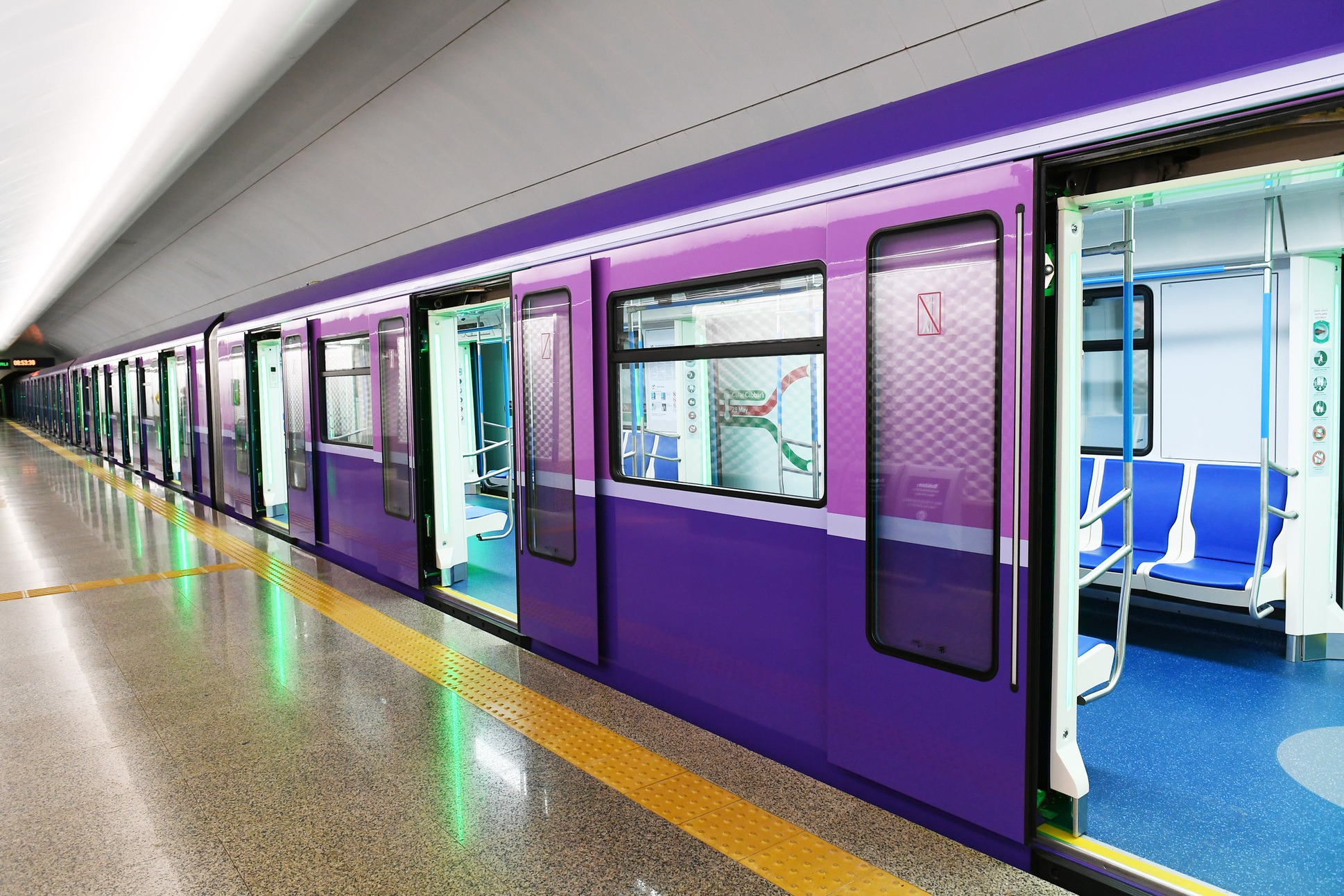
Xətai